# Angus Macintyre
Angus John Macintyre là nhà toán học người Anh nổi tiếng về những công trình đóng góp cho lý thuyết mô hình (Model theory) và logic.
Ông đậu bằng tiến sĩ năm 1968 với bản luận án mang tên "Classifying Pairs of Real-Closed Fields", dưới sự giám sát của Dana Scott. Hiện nay ông làm giáo sư toán học ở Queen Mary, University of London.

## Giải thưởng và Vinh dự
- 1993 Hội viên Royal Society[1]
- 2003 Giải Pólya (LMS) của Hội Toán học London.